# Roman Harper

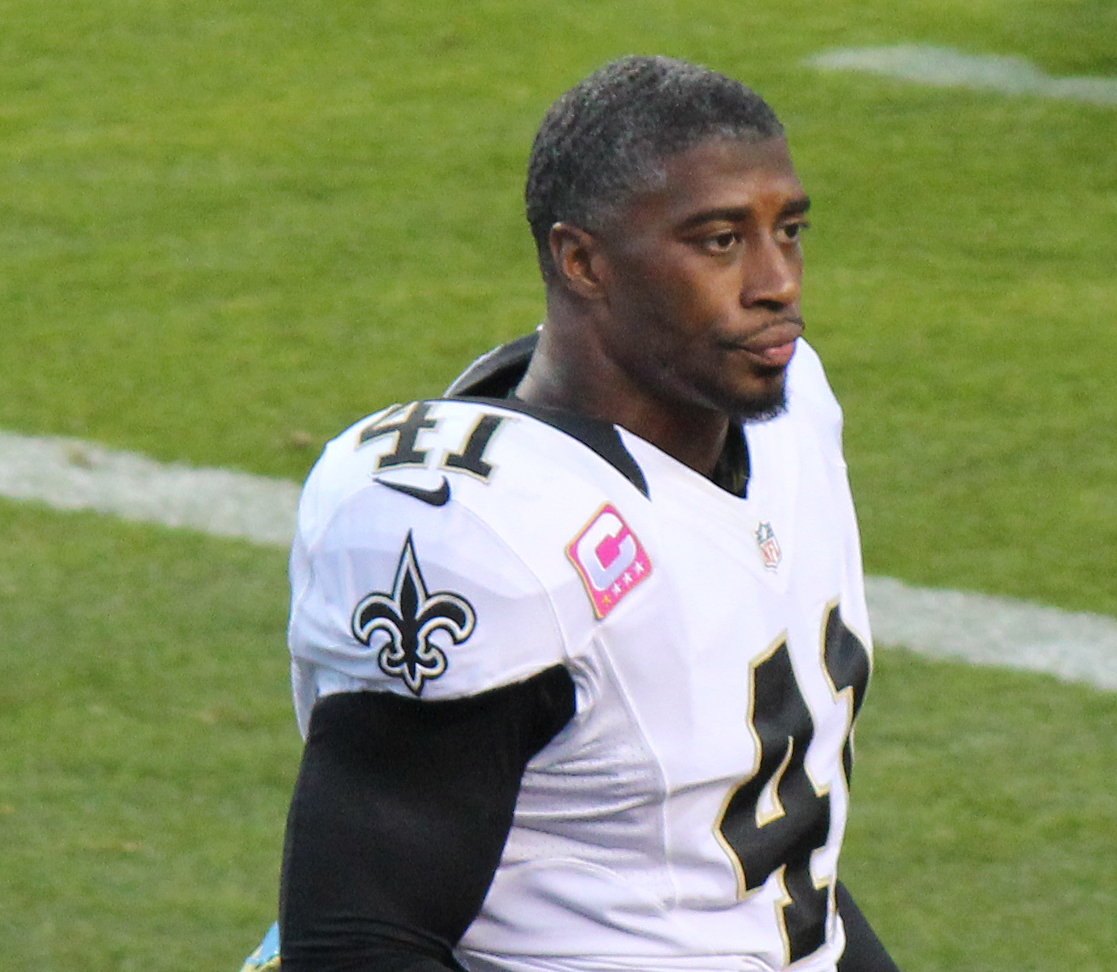
Roman Harper em 2012.

Roman Harper (11 de dezembro de 1982, Prattville, Alabama) é um ex-jogador profissional de futebol americano estadunidense. Na temporada de 2009 foi campeão da National Football League jogando pelo New Orleans Saints. Entre 2014 e 2015, ele jogou no Carolina Panthers.